# TKS (tančík)
TKS byl polský tančík domácí konstrukce z 30. let 20. století, založené na licenci britského Carden-Loyd Mk.VI. Výzbroj tvořil jeden 7,92mm kolumet, respektive 20mm kanón.

## Historie
V roce 1928 byl ve Velké Británii vyroben tančík Carden-Loyd Mk.VI., o který projevilo zájem několik zemí. Jeho licenci zakoupilo i Polsko, které začalo nejprve vyrábět tyto stroje pod označením TK-3, později začalo konstruovat nové typy. Prvním z nich byl model TKD, který byl vlastně tančíkem TK-3 přestavěným na lehký stíhač tanků. Tento stroj však zůstal pouze ve stádiu prototypu.
Daleko zdařilejším typem byl tančík TKS. Tento stroj měl silnější pancéřování, čímž ovšem stoupla jeho hmotnost. Proto byl k pohonu použit silnější motor Polski Fiat 122 o výkonu 42 hp. Tank byl vyzbrojen kulometem vz. 25 ráže 7,92mm, 24 kusů bylo vyzbrojeno kanónem 38FK ráže 20 mm. Celkem bylo vyrobeno 260 tančíků TKS.
Na základě korby tančíku TKS vznikl dělostřelecký tahač C2P. Na místě pancéřové nástavby vznikl přepravní prostor.
Polské tančíky byly za druhé světové války nasazovány i proti moderním německým tankům, ovšem jejich úspěch byl minimální. Rovnocennými s lehkými tanky protivníka byly pouze tančíky, které byly vyzbrojeny 20mm kanónem.